# Галі
Га́лі (Гал; абх. Гал, груз. გალი) — місто в Абхазії, за 77 км на південь від Сухумі. Центр Гальського району Республіки Абхазії та формального Гальського муніципалітету Грузії.
Населення — 7583 особи (2011; 7169 в 2003)
Кількість осіб, належних до української нації — 10 (0,1 % від загальної кількості населення).